# 支俄縣
支俄縣，是明代交阯承宣布政使司清化府愛州下轄的一個縣，治所約在今越南厚祿县北部和河中縣東北部。

## 沿革
- 秦屬象郡、漢屬九真郡、孫吳分屬九德郡，隋屬愛州、唐為愛州地[2]。
- 永樂五年（1407年）六月癸未朔置，屬清化府[3]。
- 永樂六年十月二十六日，設支俄渠口廵檢司隸支俄縣[4]。
- 永樂七年正月甲子，設交阯支俄縣之支隆海口廵檢司、神投海口廵檢司[5]。
- 永樂八年七月十四日，併愛州之支俄縣入本州，支隆海口、神投海口、支俄渠口三廵檢司隸本州[6]。